# すみしん不動産
すみしん不動産株式会社（すみしんふどうさん）は、かつて存在した住友信託銀行グループの不動産会社。

## 概要
住友信託銀行から住宅仲介業務を分離し、設立された不動産会社である。80年以上続いてきた住友信託銀行の不動産業務のノウハウを持ち、またグループの親会社が信託銀行であることもあり、不動産の資産活用などの面が強みとされていた。
親会社である住友信託銀行と中央三井信託銀行との合併に伴い、2012年（平成24年）4月1日にすみしん不動産を存続会社として中央三井信不動産を吸収合併し、三井住友トラスト不動産株式会社に改称した。

## 沿革
- 1986年
  - 1月24日 - 住友信託銀行が営んでいた首都圏、近畿における住宅仲介業務を分離し、住信住宅販売株式会社を設立。（資本金100百万円）
  - 7月 - 建設大臣より宅地建物取引業法に基づく営業免許を取得し、首都圏および近畿を中心に7ヶ店、従業員116名をもって営業を開始。
  - 10月 - 中部地区の拠点として、名古屋センターを開設。
- 1988年3月 - 九州地区の拠点として、福岡センターを開設。
- 1990年10月 - 200百万円の割当増資により、資本金300百万円となる。
- 2001年11月 - 本社を住友信託銀行八重洲ビルへ移転。
- 2003年4月 - 商号をすみしん不動産株式会社に変更。
- 2012年4月1日 - すみしん不動産を存続会社とし、中央三井信不動産と合併し三井住友トラスト不動産株式会社が発足。